# Theo Strack
Theo Strack (Viena, 3 d'octubre de 1881 - Groß-Gmelin, 19 de febrer de 1946) fou un tenor austríac, associat al teatre Badisches Staatstheater de Karlsruhe.
La Temporada 1932-1933 va cantar al Gran Teatre del Liceu de Barcelona.